# Chiesa di Santo Stefano (Palanzano)
La chiesa di Santo Stefano è un luogo di culto cattolico dalle forme romaniche e neoromaniche, situato in strada della Chiesa 4 a Ranzano, frazione di Palanzano, in provincia e diocesi di Parma; è sede di una parrocchia compresa nella zona pastorale della Montagna.

## Storia
Il luogo di culto originario dedicato a santo Stefano protomartire fu edificato in stile romanico nel 1070.
Intorno al 1200 fu collocato il fonte battesimale all'interno della Capelle de Ranzano, che fu menzionata nel 1230 nel Capitulum seu Rotulus Decimarum della diocesi di Parma tra le dipendenze della pieve di San Vincenzo di Pieve; tale appartenenza si mantenne anche in seguito, come dimostrato dalla Ratio Decimarum del 1299 e dal Regestum Vetus del 1493.
Intorno al 1300, dopo la prima già esistente da tempo, fu edificata la seconda cappella laterale, dedicata alla Madonna del Rosario.
Nel 1524 la famiglia della Palude divenne assegnataria del diritto di patronato dell'Immacolata Concezione nella chiesa.
Tra il 1662 e il 1669 l'edificio fu profondamente ristrutturato: fu completamente ricostruita la zona absidale precedentemente distrutta da un terremoto, fu modificata la facciata chiudendo l'arcata del portale d'ingresso e intonacando la parete, fu risistemata e decorata la cappella della Madonna del Rosario, fu aggiunto il coro e fu edificata la sagrestia; il 22 settembre 1669, al termine dei lavori, il tempio fu solennemente consacrato.
Nel 1890 fu sostituito l'altare maggiore.
Nella prima metà del XX secolo la chiesa fu interessata da una serie di radicali interventi di ristrutturazione: tra il 1908 e il 1910 la zona del presbiterio fu ricostruita in stile neoromanico, mentre fu abbattuto l'ormai pericolante campanile addossato alla facciata; nel 1912 furono restaurate la navata e la cappella dedicata a san Michele; tra il 1920 e il 1921 la facciata fu ristrutturata, modificando il portale seicentesco e murando intorno a esso tre rilievi romanici provenienti dalla chiesa di Santa Maria Maddalena di Roncarola, crollata nella prima metà del XVII secolo; infine nel 1936 fu riedificata, ad alcuni metri di distanza dalla chiesa, la torre campanaria.
Nel 2012 fu messa in sicurezza la facciata in seguito al terremoto del gennaio di quello stesso anno.

## Descrizione

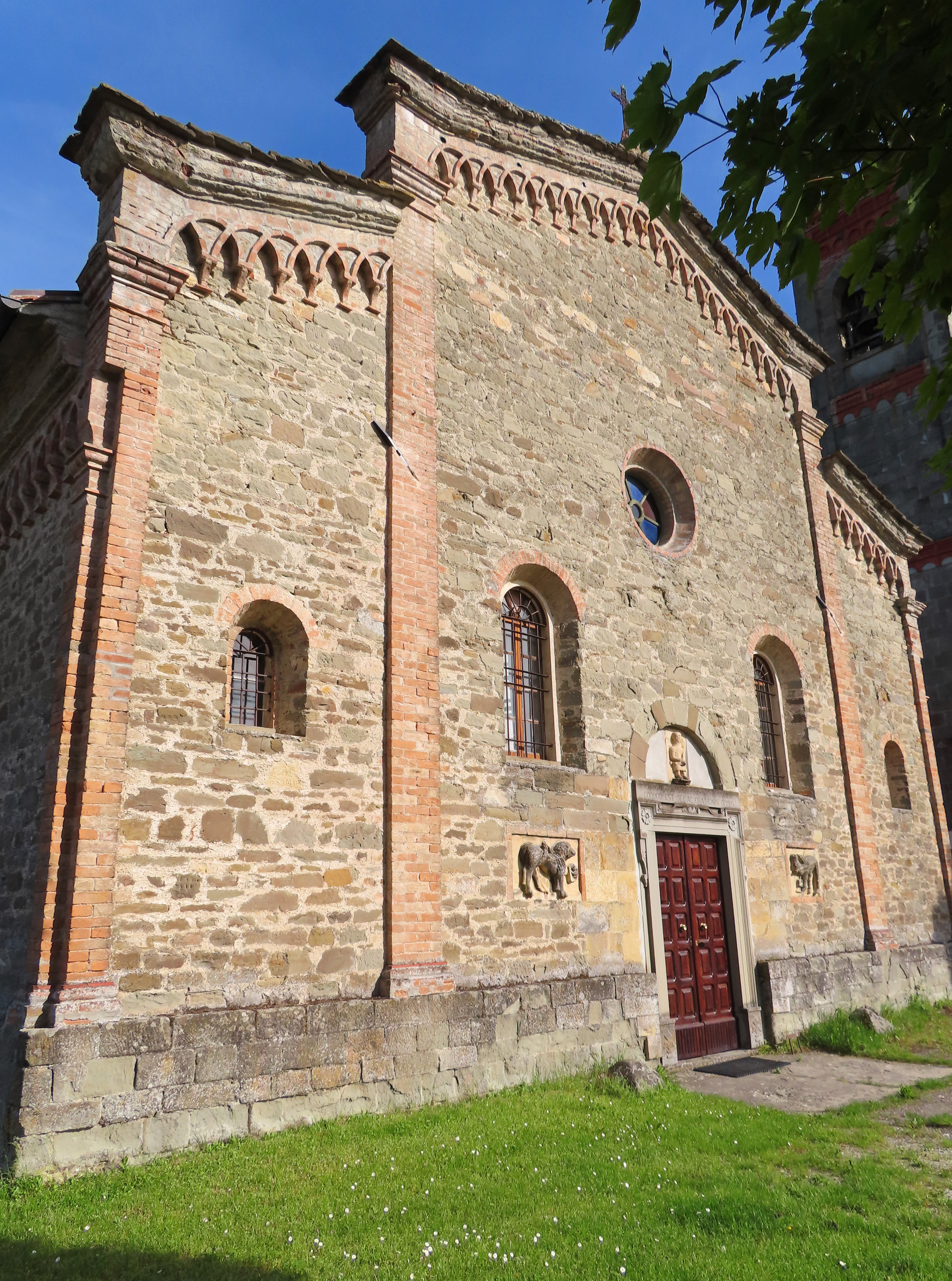
Facciata

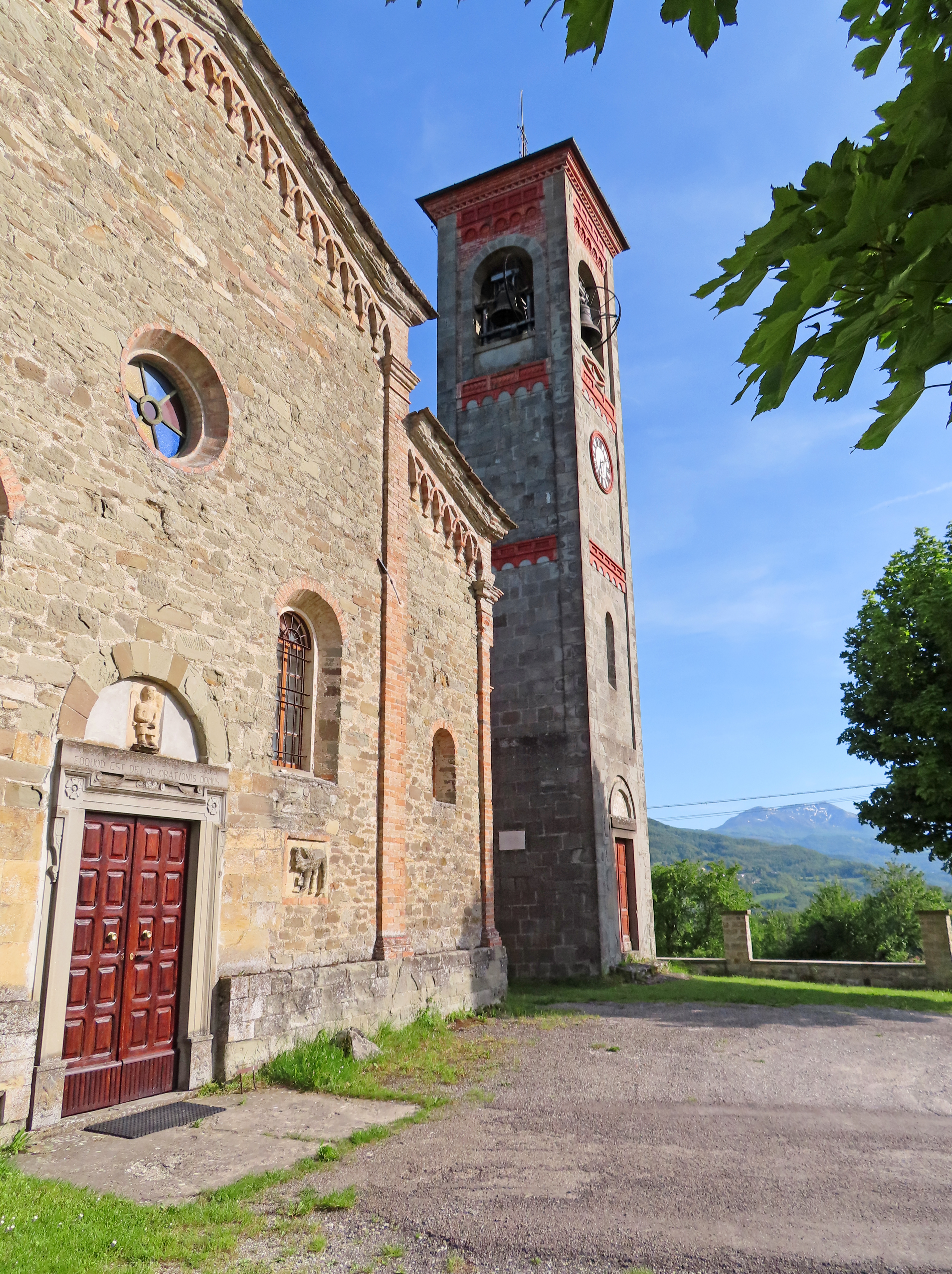
Campanile

La chiesa si sviluppa su un impianto a navata unica affiancata da due cappelle per lato, con ingresso a ovest e presbiterio absidato a est.
La simmetrica facciata a salienti, quasi interamente rivestita in pietra, è scandita in tre parti da quattro lesene in laterizio coronate da capitelli dorici; nel mezzo è collocato l'ampio portale d'accesso delimitato da una seicentesca cornice in pietra e sormontato da una lunetta ad arco a tutto sesto, contenente un altorilievo romanico raffigurante l'Angelo di San Matteo, proveniente dalla chiesa di Roncarola; ai lati sono murate altre due sculture coeve rappresentanti il Leone di San Marco e il Toro di San Luca, sormontate da due alte monofore strombate ad arco a tutto sesto; più in alto si apre al centro un rosone strombato con cornice in mattoni; in corrispondenza delle cappelle laterali sono poste due piccole finestre strombate ad arco a tutto sesto; in sommità lungo gli spioventi del tetto corre una cornice ad archetti intrecciati in laterizio, che prosegue anche nei prospetti laterali.

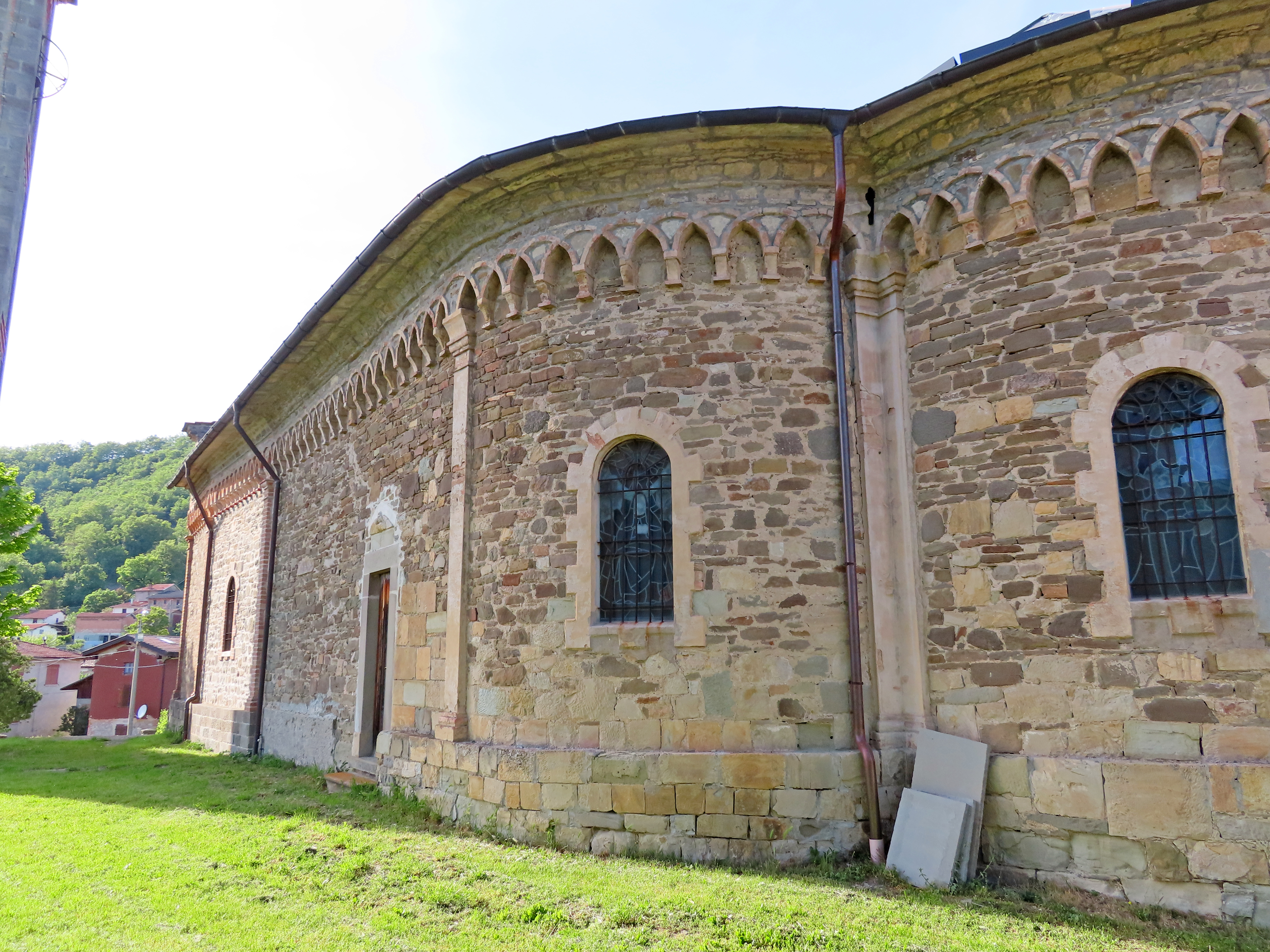
Lato sud

Sulla destra si eleva isolato l'alto campanile in conci regolari di pietra, decorato con lesene in corrispondenza degli spigoli; i due ordini sono scanditi da archetti pensili in mattoni; la cella campanaria si affaccia sulle quattro fronti attraverso ampie monofore ad arco a tutto sesto.
Sul retro si erge l'abside semicircolare, ornata in sommità con un motivo ad archetti intrecciati in cotto retti da mensoline romaniche, in parte decorate con altorilievi raffiguranti teste di uomini e di animali.
All'interno la navata, coperta da una serie di volte a crociera intonacate, è affiancata da paraste coronate da capitelli dorici, che scandiscono le ampie arcate a tutto sesto delle cappelle laterali, coperte da volte a botte.
Il presbiterio, lievemente sopraelevato, è chiuso superiormente da una volta a crociera; al centro è collocato l'altare maggiore a mensa in arenaria, decorato con bassorilievi; l'ambone è costituito da una colonna in pietra coronata da un capitello romanico a cubo scantonato dell'XI secolo, le cui facce sono ornate con bassorilievi raffiguranti un Rapace che ghermisce una preda, un Uomo che uccide un serpente, Motivi vegetali e l'Albero della vita. Sul fondo l'abside, coperta dal catino a semi-cupola, è illuminata da due monofore laterali.
La chiesa conserva alcune opere di pregio, tra cui un capitello romanico, scolpito nel XII secolo e murato nel presbiterio, una croce astile in rame sbalzato e, all'interno della cappella della Madonna del Rosario, un'ancona lignea barocca, intagliata da Antonio Abati nel XVII secolo e delimitata da due colonne corinzie tortili a sostegno di un frontone spezzato triangolare, al cui interno due pilastrini affiancano una nicchia contenente quindici dipinti raffiguranti i Misteri del Rosario.